# 記纂淵海
《記纂淵海》，凡一百卷，宋潘自牧撰。
潘自牧為慶元二年（1196年）丙辰進士，授福州州学教授。慶元六年著成《記纂淵海》一百九十五卷，分为论议、性行、识见、人伦、人道部、人事、人情、人己、物理、叙述、接物、问学、政事、名誉、著述、生理、丧纪、兵戎、释门、仙道、阃议等共22部，1159门，標題多为四字成語，如“噬脐何及”、“得不偿失”，其后再以经、子、史、传记、集、本朝六條。每條下罗列与标题相关的言句。
例如：卷35“论议部”35有“青出于蓝”條目，先引《论语》曰：子谓仲弓曰:“犁牛之子骍且角”。再提到《荀子 ·劝学》：“青出于蓝，而青于蓝；冰，水为之，而寒于水。”再引《后汉书》之“孔融见韦元将仲将，与其父端书曰:“不意双珠出老蚌。”。
《记纂渊海》還專門对女性設有“阃仪部”，下又细分总论、妇人、妇德等总41门，此為歷代之所僅見。《記纂淵海》的編寫在於帮助参加古代科举考试的士子，文采飛揚。因此，《记纂渊海》成书之后，极受读书人的欢迎。《提要》认为其於“性行议论诸部子目，未免琐碎”。好友宋惠父對《記纂淵海》續補125卷，今存94卷。
本書流傳至明代，有胡維新，陳文燧為其補注，重编为100卷，目次变成100卷，内容改分为58部：混元、五行、天文、岁时、节序、
测候、律历、祥瑞、灾异、地理、居处、郡县、职官、仁宦、科举、学校、人伦、人道、性行、识
见、论议、问学、言语、政事、名誉、物理、人已、接物、叙述、人事、人情、著述、祭祀、礼仪、
乐、丧纪、兵戎、阃仪、字学、文卷、襟怀、民业、释、仙道、技术、博奕、杂戏、飮食、香
药、果食、花卉、草、木、竹、禽、兽、水族、虫豸。由王嘉賓刊刻。清乾隆年間收入《四库全书》。